# 内蒙古自治区图书馆
内蒙古自治区图书馆，简称内蒙古图书馆位于中国内蒙古自治区呼和浩特市，是内蒙古最早建立的公共图书馆，其发展历史可上溯到清光绪34年（公元1908年）11月归化城副都统三多在旧城小东街文昌庙内创办的归化城图书馆。

## 历史沿革
清光绪34年（公元1908年）11月归化城副都统三多在旧城小东街文昌庙内创办的“归化城图书馆”。1925年改名为“绥远省立图书馆”。日寇侵占期间，蒙古文化馆改为蒙古文化研究所，并于1942年迁往张家口。1947年11月4日，在归绥恢复省立图书馆。1949年8月，省立图书馆迁入原省立国民教育馆旧址。
1950年5月，在原绥远省社会教育推行委员会的基础上筹建省图书馆。先在工人文化宫后的小院开办了一个图书室，同年10月，该室迁至新城鼓楼，正式命名为“绥远省人民图书馆”。1957年，在呼和浩特人民公园内建成新馆舍，该馆舍于1957年3月竣工使用，于5月1日庆祝内蒙古自治区成立十周年之日，由内蒙古自治区主席乌兰夫亲自剪彩开馆。
1965年12月，内蒙古科学技术图书馆并入内蒙古图书馆，成为内蒙古图书馆科技部。
1997年7月8日内蒙古图书馆新馆竣工。2009年10月1日改扩建工程工程完工。

## 馆场资源
内蒙古图书馆现有藏书450万册，数字资源131.27T，藏书具有公共图书馆的综合性和广泛性，兼具民族和地方特色。先后成立了“全国文化信息资源共享工程内蒙古分中心”、“内蒙古古籍保护中心”、“全国文化信息资源共享工程蒙古语资源建设中心”、“中国国际蒙古文文献收藏研究中心”，还开设有少年儿童图书馆和残疾人图书馆。